# Alonzo Church
Alonzo Church (n. 14 iunie 1903, Washington, D.C., District of Columbia, SUA – d. 11 august 1995, Hudson⁠(d), Ohio, SUA) a fost un matematician și logician american care a adus contribuții majore în logica matematică și fundamentele informaticii teoretice⁠(d). El este cel mai bine cunoscut pentru calculul lambda⁠(d), teza Church–Turing care a demonstrat indecidabilitatea problemei deciziei, ontologia Frege–Church⁠(d), și teorema Church–Rosser⁠(d).

## Viața
Alonzo Church s-a născut în 14 iunie 1903, la Washington, D.C., unde tatăl său, Samuel Robbins Church, era judecător la Tribunalul Municipal pentru Districtul Columbia. Familia s-a mutat în Virginia după ce tatăl său a pierdut acest post din cauza problemelor de vedere. Cu ajutor de la unchiul său, pe care îl chema tot Alonzo Church, el a reușit să studieze la Ridgefield School for Boys din Ridgefield⁠(d). După absolvirea școlii Ridgefield în 1920, Church a studiat la Universitatea Princeton, unde a fost un elev excepțional, publicând prima sa lucrare, despre transformările Lorentz, și absolvind în 1924, cu o diplomă în matematică. El a rămas la Princeton, obținând un doctorat în matematică în trei ani sub îndrumarea lui Oswald Veblen.
S-a căsătorit cu Mary Julia Kuczinski în 1925, cei doi având trei copii, Alonzo Church, Jr. (1929), Mary Ann (1933) și Mildred (1938).
După ce a primit doctoratul a predat scurt timp la Universitatea din Chicago și apoi a primit o bursă de cercetare națională de doi ani. Aceasta i-a permis să participe la Universitatea Harvard în 1927-1928 și apoi și la Universitatea din Göttingen și la Universitatea din Amsterdam în anul următor. A predat filosofia și matematica la Princeton, între 1929-1967, și la Universitatea Californiei, Los Angeles, 1967-1990. El a fost Plenary Speaker la ICM⁠(d) în 1962 în Stockholm. A primit doctoratul onorific de la Case Western Reserve University⁠(d), în 1969, Universitatea Princeton în 1985, și Universitatea din Buffalo, Universitatea Statului New York⁠(d) în 1990, în legătură cu un simpozion internațional în onoarea lui organizat de John Corcoran⁠(d).
Persoană profund religioasă, a fost toată viața membru al bisericii presbiteriene.
A murit în 1995 și a fost îngropat în cimitirul Princeton⁠(d).

## Activitatea în matematică
Church este cunoscut pentru următoarele realizări:
- Demonstrarea că problema deciziei, care cere o procedură de decizie⁠(d) pentru a determina adevărul unor propoziții arbitrare într-o teorie⁠(d) matematică de ordinul întâi, este indecidabilă⁠(d). Aceasta este cunoscută sub numele de teorema lui Church.
- Demonstrația că aritmetica Peano⁠(d) este indecidabilă.
- Articularea a ceea ce a ajuns să fie cunoscut sub numele de teza Church–Turing.
- A fost redactor fondator al Journal of Symbolic Logic⁠(d), editându-i secțiunea de recenzii până la 1979.
- Inventarea calculului lambda⁠(d).

Calculul lambda, apărut în lucrarea sa din 1936 demonstrează nerezolvabilitatea problemei deciziei. Acest rezultat a precedat munca lui Alan Turing pe tema problemei opririi, care a dus și ea la demonstrarea existenței unei probleme de nerezolvat prin mijloace mecanice. Church și Turing au demonstrat apoi că calculul lambda și mașina Turing utilizată în problema opririi a lui Turing sunt echivalente în capabilități, și, ulterior, a demonstrat o varietate de „procese mecanice de calcul” alternative. Acest lucru a dus la teza Church–Turing.
Calculul lambda a influențat designul limbajului de programare LISP și limbajele de programare funcțională în general. Codificarea Church⁠(d) este numită în onoarea lui.

## Studenți
Multe dintre doctoranzii lui Church au avut cariere distinse, între care C. Anthony Anderson, Peter B. Andrews, George A. Barnard, David Berlinski, William W. Boone, Martin Davis, Alfred L. Foster, Leon Henkin, John G. Kemeny, Stephen C. Kleene, Simon B. Kochen, Maurice L ' abbé, Isaac Malitz, Gary R. Mar, Michael O. Rabin, Nicholas Rescher, Hartley Rogers, Jr., J. Barkley Rosser, Dana Scott, Raymond Smullyan, și Alan Turing. O listă mai completă a studenților lui Church este disponibilă prin intermediul Mathematics Genealogy Project.

## Cărți
- Alonzo Church, Introduction to Mathematical Logic (ISBN 978-0-691-02906-1)[25]
- Alonzo Church, The Calculi of Lambda-Conversion (ISBN 978-0-691-08394-0)[26]
- Alonzo Church, A Bibliography of Symbolic Logic, 1666–1935 (ISBN 978-0-8218-0084-3)
- C. Anthony Anderson and Michael Zelëny, (eds.), Logic, Meaning and Computation: Essays in Memory of Alonzo Church (ISBN 978-1-4020-0141-3)

## Bibliografia
- Enderton, Herbert B., Alonzo Church: Life and Work Arhivat în 1 septembrie 2012, la Wayback Machine.. Introducere la Collected Works of Alonzo Church, MIT Press, nepublicată încă.
- Enderton, Herbert B., In memoriam: Alonzo Church, The Bulletin of Symbolic Logic, vol. 1, nr. 4 (dec. 1995), pp. 486-488.
- Wade, Nicholas, Alonzo Church, 92, Theorist of the Limits of Mathematics (necrolog), The New York Times, 5 septembrie 1995, p. B6.
- Hodges, Wilfred, Necrolog: Alonzo Church, The Independent (Londra), 14 septembrie 1995.
- Alonzo Church intervievat de către William Aspray la 17 mai 1984. Princeton Mathematics Community in the 1930s: An Oral-History Project, stenograma nr.5.
- Rota, Gian-Carlo, Fine Hall in its golden age: Remembrances of Princeton in the early fifties. În A Century of Mathematics in America, Part II,, editat de Peter Duren, AMS History of Mathematics, vol 2, American Mathematical Society, 1989, pp. 223-226. Disponibil și aici.

## Link-uri externe
- O'Connor, John J.; Robertson, Edmund F., „Alonzo Church”, MacTutor History of Mathematics archive, University of St Andrews.
- Alonzo Church at the Mathematics Genealogy Project
- Princeton University Library, Manuscripts Division, The Alonzo Church Papers, 1924–1995: finding aid.
- Bibliografie de recenzii ale lui Church pentru The Journal of Symbolic Logic, cu legătură către fiecare